# Meridiano 125 oeste
El meridiano 125 oeste de Greenwich es una línea de longitud que se extiende desde el Polo Norte atravesando el océano Ártico, América del Norte, el océano Pacífico, el océano Antártico y la Antártida hasta el Polo Sur.
El meridiano 125 oeste forma un gran círculo con el meridiano 55 este.
Comenzando en el Polo Norte y dirigiéndose hacia el Polo Sur, el meridiano 125 oeste pasa a través de:
| Coordenadas                        | País, territorio o mar | Notas |
| ---------------------------------- | ---------------------- | --- |
| 90°0′N 125°0′O / 90.000, -125.000  | Océano Ártico          | Mar de Beaufort |
| 76°1′N 125°0′O / 76.017, -125.000  | Mar de Beaufort        | |
| 72°52′N 125°0′O / 72.867, -125.000 | Canadá                 | Territorios del Noroeste - Isla de Banks                                                                                           |
| 71°53′N 125°0′O / 71.883, -125.000 | Golfo de Amundsen      | |
| 70°11′N 125°0′O / 70.183, -125.000 | Canadá                 | Territorios del Noroeste - pasa a través del Gran Lago del Oso Yukón Columbia Británica - continental, Raza Island y Cortes Island |
| 50°5′N 125°0′O / 50.083, -125.000  | Estrecho de Georgia    | |
| 49°48′N 125°0′O / 49.800, -125.000 | Canadá                 | Columbia Británica - Isla de Vancouver                                                                                             |
| 48°42′N 125°0′O / 48.700, -125.000 | Océano Pacífico        | Pasa justo al oeste del Cabo Alava, Washington, Estados Unidos                                                                     |
| 60°0′S 125°0′O / -60.000, -125.000 | Océano Antártico       | |
| 73°17′N 125°0′O / 73.283, -125.000 | Antártida              | Territorio no reclamado |